# Huntertown
Huntertown is een plaats (town) in de Amerikaanse staat Indiana, en valt bestuurlijk gezien onder Allen County.

## Demografie
Bij de volkstelling in 2000 werd het aantal inwoners vastgesteld op 1771.
In 2006 is het aantal inwoners door het United States Census Bureau geschat op 2144, een stijging van 373 (21,1%).

## Geografie
Volgens het United States Census Bureau beslaat de plaats een oppervlakte van
4,2 km², geheel bestaande uit land. Huntertown ligt op ongeveer 250 m boven zeeniveau.

## Plaatsen in de nabije omgeving
De onderstaande figuur toont nabijgelegen plaatsen in een straal van 16 km rond Huntertown.